# 直衝青天
《直衝青天》（日语：青天を衝け），日本放送協會製作的第60部大河劇，自2021年2月14日起，於日本時間每週日晚間八點於NHK綜合頻道播出，由吉澤亮主演。

## 故事內容和簡介
「勢衝青天攘臂躋，氣穿白雲唾手征」——安政五年，幕府尸居餘氣，少年澀澤榮一攀越險隘，不禁吟詩壯志。他俯察荒弛時世，立意裕民饋國，為此他汲取《論語》贏利之道，毅然辭官從商，經六十載摩頂放踵，治功廣被，從而移風易俗、垂蔭後人。

## 登場人物

### 主角
- 澀澤榮一

演出：小林優仁（幼年）→ 吉澤亮
在實業畛域開天闢地，於經世濟民洞燭機先，窮盡畢生心血，大舉澆溉資本主義苗床，促興日本近代蓬勃的偉男子。

### 澀澤家
中之家
- 澀澤市郎右衛門（日语：渋沢市郎右衛門）

演出：小林薰
榮一之父。殖蠶耘田、販製藍靛，是以夕惕朝乾，攢下萬貫貲財。
- 瑩

演出：和久井映見
榮一之母。舐犢情深，常念眾福，並以誨子。
- 吉岡仲（なか）

演出：小田菜乃葉（幼年）→ 村川繪梨
榮一之姊。秉性敢言無隱，頗為可畏。
- 貞

演出：吉田帆乃華（幼年）→ 藤野涼子
榮一之妹。天真爛漫，與兄親密無間，與千代既為姑嫂，亦為知己。
- 尾高千代 → 澀澤千代

演出：岩﨑愛子（幼年）→ 橋本愛
榮一之妻。恬靜堅毅，躬操井臼，使夫無家累之憂。
子爵家
- 伊藤兼子 → 澀澤兼子

演出：大島優子
榮一之續絃。
- 穗積歌子（日语：穂積歌子）

演出：宮島瑠花／外川苺奈／岡部光花俐（嬰幼兒）→ 三井絢月（幼年）→ 山崎千聖（童年）→ 山崎香步（少女）→ 小野莉奈
榮一長女。
- 阪谷琴子

演出：菅野聖藍（嬰兒）→ 吉川櫻（幼年）→ 森美理愛（童年）→ 池田朱那
榮一次女。
- 澀澤文子

演出：志田愛奈（幼年）→ 山本理樂（少女）→ 八木優希
榮一三女。
- 澀澤篤二（日语：渋沢篤二）

演出：佐脇遙人／高瀨未翔（嬰幼兒）→ 齋藤絢永（童年）→ 泉澤祐希
榮一長子。浮游浪蕩，沾染紈絝習氣，由此廢去繼承權。
- 澀澤敦子

演出：藤松祥子
篤二之妻。
- 澀澤武之助（日语：渋沢武之助）／澀澤正雄（日语：渋沢正雄）／澀澤秀雄（日语：渋沢秀雄）

演出：熊谷昴（幼年）→ 加藤櫻華（童年）→ 山口大地／坂井柊介（嬰兒）→ 番家天嵩（幼年）→ 竹內壽／菊池拓真（幼年）→ 遠藤健慎
榮一之子。
- 澀澤敬三（日语：渋沢敬三）

演出：塚尾櫻雅（幼年）→ 笠松將
篤二長子。自父失職，紹襲祖業。
- 澀澤登喜子

演出：今泉麻耶
敬三之妻。
- 澀澤信雄（日语：渋沢信雄）／澀澤智雄（日语：渋沢智雄）

演出：森口太翔（幼年）→ 岡部弘樹／越中優人
篤二之子。
- 澀澤博子／澀澤純子（日语：鮫島純子）

演出：黑田茉白／內藤惠菜
正雄之女。
- 澀澤華子（日语：渋沢華子）

演出：遙
秀雄之女。
- 澀澤雅英（日语：渋沢雅英）

演出：黑岩紘翔
敬三之子。
- 阪谷希一（日语：阪谷希一）

演出：三井天零
琴子之子。
新屋敷
- 澀澤喜作（日语：渋沢成一郎）

演出：石澤柊斗（幼年）→ 高良健吾
榮一之族兄，耿介颯爽。率彰義隊抗擊新政府，兵敗入獄，遇赦後始縱橫商場。
- 芳

演出：成海璃子
喜作之妻。馭夫有道，持家有理。
東之家
- 澀澤宗助（日语：渋沢宗助）

演出：平泉成
榮一之伯父。望重桑梓、年高德劭的富紳。
- 雅

演出：朝加真由美
宗助之妻，為人好管閒事。

### 尾高家
- 八重

演出：手塚理美
三兄弟之母。
- 尾高惇忠（日语：尾高惇忠 (実業家)）

演出：田邊誠一
啟蒙榮一的內兄，於思於劍，均予潛移默化。早年遵循水戶學，志在勤王，維新後涉足營運，在紡織及金融貢獻斐然。
- 喜瀨

演出：手塚真生
惇忠之妻。
- 尾高長七郎（日语：尾高長七郎）

演出：須東煌世（幼年）→ 滿島真之介
榮一憧憬的內兄。身軀魁梧，劍術精湛，盡得神道無念流真傳。閱歷練達，遏阻少不更事的手足，盲目捲入攘夷怒潮。
- 尾高／澀澤平九郎（日语：渋沢平九郎）

演出：高木波瑠（幼年）→ 岡田健史
仰慕兄姊而苦習文武，被遊學的榮一立為嗣養子。惜乎風華正茂，卻逢時代激流，竟遭吞噬。
- 尾高勇

演出：和田葵（幼年）→ 畑芽育
惇忠之女。

### 江戶幕府
- 德川家慶

演出：吉幾三
第12代將軍。憂子不堪重任而欲易儲，尤其厚睞慶喜。
- 德川家定

演出：渡邊大知
第13代將軍。閉塞庸弱，膝下虛乏，導致繼統之爭。
- 德川家茂

演出：磯村勇斗
第14代將軍。生而岐嶷，惟苗而不秀。
演出：笠松基生（少年）→ 草彅剛
末代將軍。驚濤駭浪中人心思變，為國賴長君之聲推往浪尖，簡用榮一以求改制，彼此坦懷相待、信守不渝。
- 篤君／天璋院

演出：上白石萌音
家定的御台所。
- 和宮／靜寬院宮

演出：深川麻衣
家茂的御台所，天皇之妹。
- 井伊直弼

演出：岸谷五朗
大老。獨斷開國，彈壓異己，為浪士視作寇讎，卒遭手刃，此即「櫻田門外之變」。
- 阿部正弘

演出：大谷亮平
首席老中。國難臨前，廣納言路，沸揚之間，積勞成疾。
- 堀田正睦

演出：佐戶井賢太
開國派老中。宣揚建港通商之益，然受傾軋而失勢。
- 久世廣周（日语：久世広周）／內藤信親（日语：内藤信親）／松平忠固（日语：松平忠固）／脇坂安宅（日语：脇坂安宅）／水野忠精（日语：水野忠精）／酒井忠績（日语：酒井忠績）／阿部正外／板倉勝靜（日语：板倉勝静）／松前崇廣／松平乘謨（日语：大給恒）／小笠原長行（日语：小笠原長行）／立花種恭（日语：立花種恭）

演出：佐瀨弘幸／唐澤龍之介／加藤忠可／仗桐安／松村武／小山力也／眼鏡太郎／永井秀樹／北斗／西海健二郎／鈴木隆仁／藏原健
老中。
- 安藤信正

演出：岩瀨亮
老中。促成公武聯姻，掀起輿論大譁，人皆欲除後快，僥倖僅以身免。
- 田沼意尊（日语：田沼意尊）

演出：田中美央
若年寄。敉平天狗黨，監斬耕雲齋。
- 永井尚志（日语：永井尚志）

演出：中村靖日
海防掛、大目付。
- 瀧川具舉（日语：滝川具挙）

演出：岩田知幸
大目付。
- 川路聖謨（日语：川路聖謨）

演出：平田滿
素悉異國情勢，體認開化務急，面對外洋叩關，採取迂迴談判，簽訂日俄條約。
- 岩瀨忠震（日语：岩瀬忠震）／井上清直（日语：井上清直）

演出：川口覺／菊池敏弘
諸不平等約的署名奉行。
- 高島秋帆（日语：高島秋帆）

演出：玉木宏
西式砲術家。為保守派讒構而陷囹圄，國事蜩螗之際獲釋，並擢任講武所師範，得以盡展才識，汰除陳腐軍備。
- 小栗忠順

演出：武田真治
勘定奉行。煉鋼造船，獎掖科技，啟滯振衰，坐誣冤死。
- 栗本鋤雲（日语：栗本鋤雲）

演出：池內萬作
外國奉行。出身世醫，一旦貶謫，因才起復，守節不虧。
- 向山一履（日语：向山黄村）

演出：岡森諦
外國奉行。碩學鴻儒，侍讀胄子，抵觸異教，除職返國。
- 柴田剛中（日语：柴田剛中）

演出：江端英久
外國奉行。
- 福澤諭吉

演出：中村萬太郎
蘭學者、思想家。
- 溝口勝如（日语：溝口勝如）

演出：鼓太郎
陸軍奉行。
- 森新十郎

演出：森一生
陸軍奉行所組頭。
- 田邊太一（日语：田辺太一）

演出：山中聰
兩度遣洋，見多識廣，外交場上，據理力辯。
- 高松凌雲

演出：細田善彥
醫師。術德雙馨，博採技長，救死扶傷，不分敵我。
- 山高信離（日语：山高信離）

演出：山本浩司
昭武傅役。
- 山內文次郎（日语：山内文次郎）／山內六三郎（日语：山内堤雲）／保科俊太郎（日语：保科正敬）

演出：澀谷謙人／松永拓野／後藤田俊介
隨行法語翻譯。
- 林董三郎／川路太郎

演出：德井汰朗／田邊步
遣英留學生。
- 土方歲三

演出：町田啓太
新選組副長。歷同榮一起布衣，執法嚴苛厲如鬼，竭誠佐幕心莫逆。
- 市村鐵之助

演出：吉成翔太郎
土方的小姓。
- 大澤源次郎

演出：成田瑛基
書院番士，以不軌嫌疑就逮。
- 天野八郎（日语：天野八郎）／伴門五郎（日语：伴貞懿）

演出：佐伯大地／椋田涼
彰義隊士。
- 平岡準藏（日语：平岡準）

演出：大竹直
勘定頭。
- 森山榮之助（日语：森山栄之助）

演出：安部康二郎
通譯。
- 河野通訓（日语：河野通訓）

演出：松林慎司
旗本。
- 歌橋

演出：峯村理惠
家定的乳母。

### 水戶藩
- 德川齊昭

演出：竹中直人
水戶藩第九代藩主，慶喜之父。剛峭峻烈，捍土拒狄，以棟樑之器教子，並為其干位而樹敵眾多。
- 吉子／貞芳院

演出：原日出子
齊昭正室，慶喜之母。
- 德川慶篤

演出：中島步
水戶藩第十代藩主。愁對內憂外患，卻鞭長莫及。
- 德川昭武

演出：有山實俊（幼年）→ 板垣李光人
清水家第六代當主，水戶藩第十一代藩主，代兄出使巴黎博覽會。
- 茂姬（日语：徳川貞子）

演出：吉澤梨里花
齊昭之女。
- 藤田東湖

演出：渡邊一惠
齊昭近臣。輔佐主君參預國政，著書倡導「尊皇攘夷」，為俊士競相追從，卻於安政大地震罹難。
- 武田耕雲齋（日语：武田耕雲斎）

演出：津田寬治
執政重臣，與東湖共為鼎足。恪守忠節，被天狗黨擁戴為首，迎來剿捕末路。
- 井上甚三郎（日语：井上甚三郎）

演出：山中敦史
慶喜傅役。
- 市川三左衛門（日语：市川弘美）

演出：神農直隆
諸生黨家老。
- 榊原新左衛門（日语：榊原新左衛門）／鳥居瀨兵衛（日语：鳥居瀬兵衛）

演出：岡雅史／小杉幸彦
尊皇派家老。
- 藤田小四郎（日语：藤田小四郎）

演出：藤原季節
東湖之子。糾集激進分子肆擾各地，被蔑稱為天狗。
- 田丸稻之衛門（日语：田丸稲之衛門）

演出：木村靖司
天狗黨之酋帥。
- 金井國之丞（日语：金井国之丞）

演出：山科圭太
天狗黨之斥候。
- 黑澤忠三郎（日语：黒澤忠三郎）／稻田重藏

演出：山田定世／辻井亮人
伐罪護主、擊斃大老的義士。
- 江幡廣光（日语：江幡広光）／林忠五郎（日语：林忠五郎）

演出：嘉人／丸山敦史
殺害平岡的犯。
- 加治權三郎／菊池平八郎／井坂泉太郎（日语：井坂泉太郎）／服部潤次郎／三輪端藏

演出：尾關伸次／町田悠宇／林雄大／石川啓介／川端康太
昭武留法的隨扈。

### 慶喜家
- 德川美賀子

演出：川榮李奈
慶喜的正室。
- 德川鏡子（日语：徳川鏡子）／德川厚（日语：徳川厚）／德川久（日语：徳川慶久）

演出：泉谷星奈（幼年）→ 齋藤櫻／藤澤侑大（幼年）→ 海津陽／木下琉維
慶喜的子女。

### 一橋家
- 德信院

演出：美村里江
慶喜的養祖母。
- 平岡円四郎（日语：平岡円四郎）

演出：堤真一
慶喜的心腹智囊。扼腕於將軍之爭，力踐「公武合體」，為倒幕派忌恨，遂招來殺身之禍。
- 中根長十郎（日语：中根長十郎）

演出：長谷川公彥
一橋家家老。
- 豬飼正為（日语：猪飼勝三郎）

演出：遠山俊也
側用人。克己奉公，善體下情。
- 靖

演出：木村佳乃
平岡之妻，艷冠吉原的藝妓。脾性豪放，猶勝鬚眉。
- 川村惠十郎（日语：川村恵十郎）

演出：波岡一喜
平岡下屬。
- 黑川嘉兵衛（日语：黒川嘉兵衛）

演出：美濃介
慶喜用臣。
- 原市之進（日语：原市之進）

演出：尾上寬之
慶喜親信。
- 須磨／阿米（よね）

演出：安部智凛／高野渚
侍女。

### 福井藩
- 松平慶永／春嶽

演出：要潤
福井藩主。欲以慶喜為樞紐，聯合雄藩以議政。
- 橋本左內（日语：橋本左内）

演出：小池徹平
英才卓犖的藩醫。欽慕慶喜之賢，奔效於勸進運動，故而獲罪，引頸就戮。

### 薩摩藩
- 島津齊彬

演出：新納慎也
薩摩藩主。高瞻遠矚，西學東漸，訓戰興工，臻至盛強。
- 島津久光

演出：池田成志
薩摩國父。手握勁旅，入贊機揆，泥於門第，竟束高閣。
- 西鄉吉之助／隆盛

演出：博多華丸
明治維新骨幹。鈐轄兵馬，慧眼識珠，終以義死，不辱士魂。
- 大久保一藏／利通

演出：石丸幹二
明治維新舵手。矯國更俗，研擬典章，與友反目，血濺紀尾。
- 折田要藏（日语：折田要蔵）

演出：德井優
蘭學者、砲術家。
- 五代才助／友厚

演出：藤岡靛
貿易鉅子，貨殖報國，比肩榮一，滋阜大阪。
註：2015年NHK晨間劇《阿淺來了》也是由藤岡靛飾演
- 新納刑部（日语：新納中三）

演出：藤井宏之
薩摩訪英使節團長。
- 岩下佐次右衛門（日语：岩下方平）

演出：俵木藤汰
家老，以「琉球國太守」名義出洋與會。
- 川村純義／三島通庸（日语：三島通庸）／中原猶介（日语：中原猶介）

演出：日向丈／松村龍之介／川畑和雄
西鄉部屬。

### 諸藩
- 松平容保

演出：小日向星一
會津藩主，京都守護職。
- 松平定敬（日语：松平定敬）

演出：小日向春平
桑名藩主，京都所司代。
- 山內容堂

演出：水上龍士
土佐藩主。酩酊貪杯審度勢，建言歸政解僵局。
- 伊達宗城

演出：菅原大吉
宇和島藩主，諮政列侯一員。
- 德川慶恕 → 德川慶勝

演出：竹森千人 → 稻荷卓央
尾張藩主。
- 松平賴胤

演出：石田尚巳
高松藩主。
- 松平賴誠（日语：松平頼誠）

演出：中松俊哉
守山藩主。
- 松平賴繩（日语：松平頼縄）

演出：林田直樹
府中藩 (常陸國)主。
- 來島又兵衛

演出：笠原龍司
長州藩遊撃隊總督，禁門之變殉難者。
- 大久保一翁（日语：大久保一翁）

演出：木場勝己
駿府藩中老。
- 宮部鼎藏

演出：三濃川陽介
熊本藩志士。

### 朝廷
- 孝明天皇

演出：尾上右近
第121代天皇。立場親幕，責令征夷。
- 明治天皇

演出：柴崎涼吏（幼年）→ 犬飼直紀
第122代天皇。
- 准后 夙子

演出：辻本瑞希
孝明帝之嬪妃。
- 中川宮

演出：奧田洋平
公武派領袖。策畫驅逐事變，杜絕長州滲透勢力。
- 二條齊敬

演出：森啓一朗
關白。
- 岩倉具視

演出：山內圭哉
維新元老。號召「王政復古」，豪傑為之景從。
- 三條實美

演出：金井勇太
尊攘派公卿。優柔寡斷，任人擺布。
- 正親町三條實愛（日语：正親町三条実愛）

演出：置鮎龍太郎
大納言。
- 中山忠能（日语：中山忠能）

演出：堀內正美
公卿外戚。

### 中央政府
- 大隈重信

演出：大倉孝二
於外交爭國格，於殖產薦榮一，組政黨置學校，民心聚而服膺。
- 伊藤博文

演出：山崎育三郎
一見夷邦日躍進，尋知固陋難匹敵，周旋人際謀國是，草莽翻身做總理。
- 井上馨

演出：福士誠治
暴躁雷公掌庫帑，延攬榮一如臂膀，穢行去官轉商道，鬻財惹譏更貽謗。
- 江藤新平

演出：增田修一朗
司法卿，「佐賀之亂」策動者。
- 杉浦讓（日语：杉浦譲）

演出：志尊淳
遠渡重洋，緣會榮一，公私相契，創制郵政。
- 前島密

演出：三浦誠己
鑒於舊時通訊多窒礙，取法英國，措設郵務系統。
- 玉乃世履（日语：玉乃世履）

演出：高木涉
榮一同僚。起初因輕視榮一而與他相處不洽，後來逐漸被對方的才能所折服。
- 赤松則良／長岡謙吉（日语：長岡謙吉）／佐藤政養（日语：佐藤政養）／鄉純造（日语：郷純造）／岡本健三郎（日语：岡本健三郎）／肥田濱五郎（日语：肥田浜五郎）／古澤良成（日语：古沢滋）／塩田三郎（日语：塩田三郎）／江口純三郎／橋本重賢／吉武功成／高村順吉

演出：上村海成／松澤匠／鳥谷宏之／松本康生／長友郁真／松尾淳一郎／中田曉良／增本尚／青柳尊哉／小野匠／小平大智／西泰平
改正掛。
- 穗積陳重（日语：穂積陳重）

演出：田村健太郎
歌子之夫。法學家，今行《民法》草纂者。
- 阪谷芳郎（日语：阪谷芳郎）

演出：內野謙太
朗廬之子，琴子之夫。日俄戰爭時奔波籌款，功銘記焉。
- 兒玉源太郎

演出：萩野谷幸三
陸軍參謀次長。
- 小村壽太郎

演出：半海一晃
桂內閣外務大臣。
- 加藤高明

演出：天田曆
大隈內閣外務大臣。主張英日同盟，插足一次大戰。
- 原敬

演出：石丸謙二郎
第19任內閣總理大臣。傾聽民意，護持憲政，協調外交，示善裁軍。
- 加藤友三郎

演出：大森嘉之
海軍大臣，《華盛頓會議》日方代表。
- 幣原喜重郎

演出：近藤芳正
駐美大使。币原外交，睦邻友好。
- 德川家達

演出：三谷昌登
貴族院議長。
- 金子堅太郎／添田壽一（日语：添田壽一）

演出：石田登星／瓜生和成
日美有志協議與會議員。
女眷
- 大隈綾子（日语：大隈綾子）

演出：朝倉禮生
重信之妻。
- 井上武子

演出：愛希禮夏
馨之妻。
- 井上末子（日语：井上末子）

演出：駒井蓮
馨之養女。

### 公商人士
- 福地源一郎

演出：犬飼貴丈
考察歐陸，視野大開，浸沐文風，投身報界。
- 三野村利左衛門（日语：三野村利左衛門）

演出：尾形一成
三井組總管。
- 小野善右衛門

演出：小倉久寬
小野組掌櫃。
- 古河市兵衛（日语：古河市兵衛）

演出：小須田康人
小野組二掌櫃。
- 益田孝

演出：安井順平
三井物產社長。
- 益田榮子

演出：吳城久美
孝之妻。
- 岩崎彌太郎

演出：中村芝翫
創辦三菱，壟斷海運，擯斥合股，與榮一道不同不相為謀。
- 岩崎彌之助

演出：忍成修吾
彌太郎之弟。兄死後懸崖勒馬，終止競價惡鬥，與榮一妥協，合營運輸公司，挽回鉅額虧損。
- 萩原四郎兵衛

演出：田中要次
茶葉商。
- 清水喜助（日语：清水喜助#二代清水喜助）

演出：潟山清樹
建築商。
- 大倉喜八郎（日语：大倉喜八郎）

演出：岡部貴志
從乾貨舖起家，旁及軍火、油礦、建設等業的財閥大亨。
- 大倉德子

演出：菅野莉央
喜八郎之妻。
- 佐佐木勇之助（日语：佐々木勇之助）

演出：長村航希
以勤謹為榮一所賞，從一基層行員擢為副手，屢受器重。
- 沼間守一（日语：沼間守一）

演出：Orenograffiti
自由民權家。
- 田口卯吉

演出：米村亮太朗
經濟學者。
- 八十田明太郎

演出：上野博之
榮一的秘書。
- 土居通夫（日语：土居通夫）

演出：石橋徹郎
訪美視察企業家。
- 西野惠之助

演出：岸田研二
鐵道建商，帝國劇場專務董事。
- 北里柴三郎

演出：八十田勇一
細菌學博士。
- 藤山雷太

演出：筑波龍一
日糖社長。
- 兒玉謙次（日语：児玉謙次）

演出：平川和宏
橫濱正金銀行行長。

### 其他人物
- 利根吉春

演出：酒向芳
岡部藩代官。橫征暴斂，擅作威福。
- 村田文右衛門／舟田兵衛門

演出：福井博章／火野蜂三
岡部藩差役。
- 真田範之助（日语：真田範之助）

演出：板橋駿谷
劍術家。北辰一刀流翹楚，與榮一以武相會，生歧而離。
- 橫川勇太郎（日语：横川勇太郎）／中村三平（日语：中村三平）

演出：本多遼／木村達成
攘夷之輩。
- 大橋訥庵（日语：大橋訥庵）

演出：山崎銀之丞
儒學者。開辦「思誠塾」鼓唱尊攘，因籌畫「坂下之變」未果，就此捨生取義。
- 河野顯三（日语：河野顕三）

演出：福山翔大
以身犯險、坂下斬奸的刺客。
- 多賀谷勇（日语：多賀谷勇）／椋木潛（日语：椋木潜）

演出：新納大／阿岐之將一
大橋黨之徒眾。
- 梅田慎之介（日语：梅田慎之助）

演出：渡邊徹
武器商人。
- 賀川肇（日语：賀川肇）

演出：清水米太郎
公家僚吏。被作爪牙而殺，以儆效尤。
- 九世茂山千五郎正乕（日语：茂山千五郎#九世）

演出：茂山千五郎／茂山茂
狂言師。
- 須永傳藏（日语：須永伝蔵）

演出：萩原護
澀澤家雇傭。企羨榮一建功立勳，作其羽翼亦步亦趨。
- 須永才三郎 → 澀澤市郎（日语：渋沢市郎）

演出：石川龍太郎
阿貞之夫。
- 朔兵衛／權兵衛／三太／利吉／吉五郎／阿貴（たか）／阿梅（うめ）／阿春（はる）

演出：小久保壽人／永野宗典／笠松伴助／小手山雅／所廣之／笠井里美／三輪和音／梶原南
澀澤家雇傭。
- 金八／善太郎／伊之助／民治郎／林藏

演出：田村令／福吉大雅／武田匠／志村光貴／白戶達也
尾高道場的弟子。
- 角兵衛／藤兵衛／勘左衛門

演出：渡邊哲／加藤信介／松本亮
藍農。
- 傳六／源八

演出：吉岡睦雄／植木祥平
借酒泄怒的武士。
- 伊之吉

演出：松原正隆
街鄰。
- 佐登（日语：川路高子）

演出：坪井木之實
川路之妻。
- 阪谷朗廬（日语：阪谷朗廬）

演出：山崎一
漢學家。
- 汐

演出：友衣
朗廬之妻。
- 稻垣練造

演出：岡山一
備中代官。
- 左衛門

演出：大瀧寬
庄屋。
- 關根

演出：辻本一樹
劍客。
- 山本三四郎／山本五六郎

演出：興津正太郎／平松來馬
應募民兵的兄弟。
- 崎玉清兵衛

演出：國木田河童
大阪代官。
- 多呂作／治郎作／三郎作

演出：土平友厚／平田理／鈴木康平
棉農。
- 乙女

演出：梅澤昌代
岩倉廬老嫗。
- 大內國（くに）

演出：仁村紗和
榮一之妾。
- 大黑屋六兵衛

演出：隈部洋平
和服商。
- 山口常左衛門／

演出：五頭岳夫／中澤敦子
為平九郎療傷的夫婦。
- 小野田／守山／水野

演出：坂口湧久／川野快晴／黑住尚生
榮一的學生，龍門社會員。
- 木下／珠（タマ）／松（マツ）／節（セツ）／剛（タケシ）

演出：足立智充／大沼和奏／田中千空／安山夢子／土田諒
養育院居民。
- 猿渡常安

演出：倉澤學
醫師。
- 高木

演出：村上和
醫師。
- 二代神田伯山（日语：神田伯山#2代目）

演出：神田伯山
說書人。
- 齋藤／山中／宮崎

演出：浦上晟周／新名基浩／玉田真也
篤二的同儕。
- 豆千代

演出：吉田真理
藝妓。
- 喜十郎

演出：岡元次郎
暴徒。
- 高梨孝子

演出：土居志央梨
兼子的姪女。
- 玉蝶

演出：江守沙矢
篤二的姘婦。
- 松田播音員

演出：茂木淳一
為榮一報幕，聆聽其呼籲募款的演講。

### 外國
- 馬修·培理

演出：莫雷・羅伯遜
美國海軍將領。率黑船來航，警醒酣眠的島國。
- 亨利・亞當斯（日语：ヘンリー・A・アダムズ）

演出：布萊克・克勞福德
美艦參謀長。
- 湯森·哈里斯

演出：查爾斯・葛洛佛
美國公使，駐日與之締署通商條約。
- 休斯肯（英语：Henry Heusken）

演出：レネ・ブデク
哈里斯的翻譯。
- 尤利西斯·格蘭特

演出：Frederic Benoliel
將軍銜、美國前總統。
- 茱莉婭·格蘭特

演出：Michelle Take
將軍夫人。
- 傑西・格蘭特（英语：Jesse Root Grant (politician)）

演出：Brent Olian
將軍之子。
- 西奧多·羅斯福

演出：Gaetano Totaro
美國第26任總統。介入調解日俄紛爭，敦促簽署《樸茨茅斯條約》。
- 威廉·塔虎脫

演出：Neil Garrison
美國第27任總統。
- 羅傑·格林

演出：Steve Wiley
美國外交官。
- 萊曼

演出：Don Johnson
美國金融家。
- 范德利普（英语：Frank A. Vanderlip）

演出：Rickey Anderson
紐約城市銀行總裁。
- 伊士曼

演出：Jamie Schyy
柯達公司創辦人。
- 道威爾上校（英语：William Dowell (Royal Navy officer)）

演出：Nathan Berry
英國海軍將領，參與下關戰爭。
- 巴夏禮

演出：伊安・摩爾
英國公使。
- 薩道義

演出：凱爾・卡德
英國翻譯官。
- 亞歷山大・西博爾德（英语：Alexander von Siebold）

演出：Alexander Sagar
英國翻譯官。
- 拿破崙三世

演出：Julien Jolin
法蘭西帝國皇帝。
- 歐珍妮·蒙提荷

演出：Marie Mollet
皇后。
- 查理・蒙布朗（日语：シャルル・ド・モンブラン）

演出：傑佛瑞・羅韋
法國伯爵。親附薩摩，助其越級參覽。
- 弗洛里・埃拉德

演出：Greg Dale
銀行家。傾囊相授融資理論，來訪日人茅塞頓開。
- 羅叔亞（日语：レオン・ロッシュ）

演出：Didier Carerock
法國公使。
- 利奧波德・維萊特

演出：Sanshimon
陸軍中校，昭武教官。
- 梅爾梅・凱瓊（日语：メルメ・カション）

演出：De Lencquesaing・望
法國神父，使團教導。
- 保羅・布魯納特（日语：ポール・ブリューナ）

演出：Massimo Biondi
法國製絲業者。
- 波爾斯布魯克（日语：ディルク・デ・グラーフ・ファン・ポルスブルック）

演出：Daniel Manasievsky
荷蘭公使。
- 利奧波德二世

演出：Arno Le Gall
比利時國王。
- 艾倫・桑德（日语：アレキサンダー・アラン・シャンド）

演出：Riccaldo Balzarini
銀行顧問。
- 孫文

演出：東浩
中國國民黨理事長。
- 戴天仇

演出：石塚義高
秘書兼翻譯。

### 引言
- 德川家康

演出：北大路欣也
江戶幕府始祖，劇情提要人。
本劇是北大路欣也第4次飾演德川家康

## 幕後人員
- 編劇：大森美香
- 音樂：佐藤直紀
- 片頭音樂演奏：NHK交響樂團
- 片頭音樂指揮：尾高忠明（日语：尾高忠明）
- 旁白：守本奈實
- 題字：杉本博司
- 片頭影像：柿本健作（日语：柿本ケンサク）、曾根宏暢、辻本知彦（日语：辻本知彦）
- 主視覺設計、海報攝影：操上和美（日语：操上和美）
- 製作統籌：菓子浩（日语：菓子浩）、福岡利武
- 製作人：板垣麻衣子、橋爪國臣、石村將太
- 宣傳監製：藤原敬久
- 導演：黑崎博（日语：黒崎博）、田中健二（日语：田中健二）、村橋直樹（日语：村橋直樹）、渡邊哲也、川野秀昭、松木健祐、尾崎裕人、田島彰洋、鈴木航
- 時代考證：井上潤、齊藤洋一、門松秀樹
- 建築考證：三浦正幸（日语：三浦正幸）
- 國旗考證：吹浦忠正（日语：吹浦忠正）
- 衣裝設計：黑澤和子（日语：黒澤和子）
- 特殊化妝：江川悦子（日语：江川悦子）、高畑遙夏、濵名芙美香
- 身段指導：橘芳慧（日语：橘芳慧）
- 殺陣指導：諸鍛冶裕太（日语：諸鍛冶裕太）
- 劍術指導：楠見彰太郎
- 馬術指導：田中光法
- 砲術指導：佐山二郎（日语：佐山二郎）
- 藝能指導：友吉鶴心
- 編舞指導：小野寺修二（日语：小野寺修二）
- 藍作指導：松由拓大
- 藍染指導：根岸誠一、渡邊健太
- 養蠶指導：橫山、須關浩文
- 農業指導：君島佳弘
- 算盤指導：太田敏幸
- 書道指導：金敷駸房
- 舞指導：藤間仁凰
- 笛指導：藤舍推峰（日语：藤舎推峰）
- 助產指導：
- 秸稈作業指導：中島安啓
- 繅絲指導：東宣江、林久美子
- 裁縫指導：小林操子
- 神事指導：根岸重光
- 醫事指導：富田泰彥
- 料理指導：柳原尚之（日语：柳原尚之）
- 茶道指導：井関脩智
- 太鼓指導：山部泰嗣
- 能樂指導：坂真太郎
- 邦樂指導：本條秀太郎（日语：本條秀太郎）
- 狂言指導：茂山千五郎（日语：茂山正邦）
- 鼓指導：島村聖香
- 結髮指導：荒井孝治
- 圍棋指導：田尻悠人（日语：田尻悠人）
- 軍事指導：越康廣
- 禮儀指導：山本節子
- 咖啡指導：鈴木譽志男
- 小唄指導：清元紫葉、
- 電信指導：有澤豐志
- 相撲指導：室伏涉
- 社交舞指導：NANCY佐藤
- 三味線指導：坂田舞子
- 相片沖洗指導：田村政實
- 昆蟲採集指導：佐佐木洋
- 武州方言指導：新井小枝子、千葉誠太郎、吉田重行、
- 信州方言指導：唐木千咲（日语：唐木ちえみ）
- 江戶方言指導：柳亭左龍（日语：柳亭左龍 (6代目)）
- 水戶方言指導：中澤敦子（日语：中澤敦子）
- 京都方言指導：井上裕季子
- 土佐方言指導：岡林桂子
- 薩摩方言指導：持永雄惠
- 長州方言指導：一岡裕人（日语：一岡裕人）
- 備中方言指導：石川孝三
- 會津方言指導：河原田彌助（日语：河原田ヤスケ）
- 播磨方言指導：中山克己（日语：中山克己）
- 駿府方言指導：鈴木裕美（日语：鈴木ひろみ）
- 佐賀方言指導：神崎孝一郎（日语：神崎孝一郎）
- 英語指導：塩屋孔章、Nathan Berry
- 法語指導：黑柳美帆
- 德語指導：井上梓
- 義大利語指導：石川若枝
- 荷蘭語指導：Vastra Margarite
- 俄語指導：Piskunova Oksana
- 中文指導：許艷

## 紀行
- 旁白：林田理沙（日语：林田理沙）
- 班東尼琴演奏：三浦一馬（日语：三浦一馬）
- 馬特諾琴演奏：大矢素子
- 大提琴演奏：伊東裕
- 演奏：深谷市立常盤小學鼓笛隊

## 播出日程及收視率
- 紅色字標示的為劇集播放至今關東及關西地區收視率最高值，藍色字標示的為最低值。

| 集數                                                         | 播放日期       | 標題                     | 導演     | 紀行                                                                                 | 收視率 |
| ------------------------------------------------------------ | -------------- | ------------------------ | -------- | ------------------------------------------------------------------------------------ | ------ |
| 1                                                            | 2021年2月14日  | 榮一覺醒 （栄一、 目覚める）            | 黑崎博   | 舊澀澤邸 中之家（埼玉縣深谷市）                                                      | 20.0%  |
| 2                                                            | 2021年2月21日  | 榮一起舞 （栄一、 踊る）            | 黑崎博   | 諏訪神社（埼玉縣深谷市）                                                             | 16.9%  |
| 3                                                            | 2021年2月28日  | 榮一就業 （栄一、仕事はじめ）            | 黑崎博   | 弘道館（茨城縣水戶市）                                                               | 16.7%  |
| 4                                                            | 2021年3月7日   | 榮一憤慨 （栄一、怒る）            | 村橋直樹 | 小石川後樂園（東京都文京區） 一橋（東京都千代田區）                                  | 15.5%  |
| 5                                                            | 2021年3月14日  | 榮一動搖 （栄一、揺れる）            | 村橋直樹 | 大川道場跡（埼玉縣坂戶市） 鹿島神社（埼玉縣深谷市）                                  | 16.2%  |
| 6                                                            | 2021年3月21日  | 榮一心亂 （栄一、胸騒ぎ）            | 黑崎博   | 玉泉寺（靜岡縣下田市）                                                               | 15.5%  |
| 7                                                            | 2021年3月28日  | 藍天下的榮一 （青天の栄一）        | 村橋直樹 | 馬食杜鵑（群馬縣南牧村） 安中宿須藤本陣跡（群馬縣安中市） 內山峽詩碑（長野縣佐久市） | 14.2%  |
| 8                                                            | 2021年4月4日   | 榮一的婚禮 （栄一の祝言）          | 松木健祐 | 埋木舍（滋賀縣彥根市）                                                               | 15.3%  |
| 9                                                            | 2021年4月11日  | 榮一與櫻田門外之變 （栄一と桜田門外の変）  | 村橋直樹 | 舊江戶城 櫻田門（東京都千代田區） 豪德寺（東京都世田谷區） 天寧寺（滋賀縣彥根市）    | 14.5%  |
| 10                                                           | 2021年4月18日  | 榮一做志士 （栄一、志士になる）          | 松木健祐 | 草津宿 本陣（滋賀縣草津市） 舊深谷宿 東常夜燈（埼玉縣深谷市）                        | 13.9%  |
| 11                                                           | 2021年4月25日  | 焚毀橫濱計畫 （横濱焼き討ち計画）        | 黑崎博   | 東本願寺（京都府京都市）                                                             | 14.1%  |
| 12                                                           | 2021年5月2日   | 榮一的啟程 （栄一の旅立ち）          | 黑崎博   | 高崎城址（群馬縣高崎市） 尾高惇忠生家（埼玉縣深谷市）                                | 13.4%  |
| 13                                                           | 2021年5月9日   | 榮一赴京都 （栄一、京の都へ）          | 田中健二 | 三條小橋（京都府京都市）                                                             | 13.9%  |
| 14                                                           | 2021年5月16日  | 榮一與緣定的主君 （栄一と運命の主君）    | 田中健二 | 京都御苑（京都府京都市）                                                             | 15.5%  |
| 15                                                           | 2021年5月23日  | 篤太夫密探薩摩 （篤太夫、薩摩潜入）      | 川野秀昭 | 天保山台場跡（大阪府大阪市） 湊川神社（兵庫縣神戶市）                                | 15.3%  |
| 16                                                           | 2021年5月30日  | 恩人遇刺 （恩人暗殺）            | 村橋直樹 | 湯島聖堂（東京都文京區） 西町奉行所跡（京都府京都市）                                | 14.6%  |
| 17                                                           | 2021年6月6日   | 篤太夫含淚歸京 （篤太夫、涙の帰京）      | 田中健二 | 筑波山神社（茨城縣筑波市） 水藩烈士弔魂碑（埼玉縣深谷市）                            | 14.2%  |
| 18                                                           | 2021年6月13日  | 一橋之貯 （一橋の懐）            | 川野秀昭 | 興讓館（岡山縣井原市）                                                               | 14.2%  |
| 19                                                           | 2021年6月20日  | 勘定組頭 澀澤篤太夫 （勘定組頭 渋沢篤太夫） | 尾崎裕人 | 姬路城（兵庫縣姬路市） 今市地區（兵庫縣高砂市）                                      | 13.6%  |
| 20                                                           | 2021年6月27日  | 篤太夫乃青天霹靂 （篤太夫、青天の霹靂）    | 村橋直樹 | 壬生寺（京都府京都市） 龜山本德寺（兵庫縣姬路市）                                    | 14.6%  |
| 21                                                           | 2021年7月4日   | 篤太夫邁向遠方 （篤太夫、遠き道へ）      | 川野秀昭 | 本圀寺（京都府京都市） 舊江戶城 清水門（東京都千代田區）                             | 16.5%  |
| 22                                                           | 2021年7月11日  | 篤太夫巴黎行 （篤太夫、パリへ）        | 田中健二 | 戶定邸（千葉縣松戶市）                                                               | 14.7%  |
| 23                                                           | 2021年7月18日  | 篤太夫與末代將軍 （篤太夫と最後の将軍）    | 田中健二 | 岩倉具視幽棲舊宅（京都府京都市）                                                     | 14.1%  |
| 24                                                           | 2021年8月15日  | 巴黎維新 （パリの御一新）            | 田中健二 | 寬永寺（東京都台東區） 圓通寺（東京都荒川區）                                        | 14.3%  |
| 25                                                           | 2021年8月22日  | 篤太夫回國 （篤太夫、帰国する）          | 黑崎博   | 能仁寺（埼玉縣飯能市） 澀澤平九郎自殺之地（埼玉縣越生町）                            | 12.0%  |
| 26                                                           | 2021年9月12日  | 篤太夫重相逢 （篤太夫、再会する）        | 黑崎博   | 寶台院（靜岡縣靜岡市）                                                               | 12.7%  |
| 27                                                           | 2021年9月19日  | 篤太夫駿府圖強 （篤太夫、駿府で励む）      | 村橋直樹 | 五稜郭跡（北海道函館市）                                                             | 12.6%  |
| 28                                                           | 2021年9月26日  | 篤太夫與八百萬神 （篤太夫と八百万の神）    | 黑崎博   | 公屋敷跡（靜岡縣靜岡市）                                                             | 13.8%  |
| 29                                                           | 2021年10月3日  | 榮一革制 （栄一、改正する）            | 田島彰洋 | 大藏省跡（東京都千代田區） 舊新橋停車場（東京都港區） 郵政發祥地（東京都中央區）     | 13.1%  |
| 30                                                           | 2021年10月10日 | 澀澤榮一之父 （渋沢栄一の父）        | 黑崎博   | 華藏寺（埼玉縣深谷市）                                                               | 13.0%  |
| 31                                                           | 2021年10月17日 | 榮一終極轉身 （栄一、最後の変身）        | 鈴木航   | 富岡紡紗廠（群馬縣富岡市）                                                           | 14.0%  |
| 32                                                           | 2021年10月24日 | 榮一辦銀行 （栄一、銀行を作る）          | 村橋直樹 | 銀行發祥地（東京都中央區）                                                           | 12.9%  |
| 33                                                           | 2021年10月31日 | 論語與算盤 （論語と算盤）          | 田中健二 | 南洲神社（鹿兒島縣鹿兒島市） 清水谷（東京都千代田區） 大久保利通公墓所（東京都港區） | 11.9%  |
| 34                                                           | 2021年11月7日  | 榮一與傳奇商人 （栄一と伝説の商人）      | 川野秀昭 | 東京商工會議所（東京都千代田區） 大阪商工會議所（大阪府大阪市）                      | 14.4%  |
| 35                                                           | 2021年11月14日 | 榮一宴貴賓 （栄一、もてなす）          | 田中健二 | 飛鳥山公園（東京都北區）                                                             | 12.9%  |
| 36                                                           | 2021年11月21日 | 榮一與千代 （栄一と千代）          | 黑崎博   | 東京都健康長壽醫療中心（東京都板橋區） 澀澤千代之墓（東京都台東區）                  | 12.2%  |
| 37                                                           | 2021年11月28日 | 榮一的掙扎 （栄一、あがく）          | 鈴木航   | 岩崎彌太郎生家（高知縣安藝市） 土佐稻荷神社（大阪府大阪市） 清澄庭園（東京都江東區） | 12.0%  |
| 38                                                           | 2021年12月5日  | 榮一的嫡子 （栄一の嫡男）          | 渡邊哲也 | 上野東照宮（東京都台東區）                                                           | 12.6%  |
| 39                                                           | 2021年12月12日 | 榮一與戰爭 （栄一と戦争）          | 村橋直樹 | 大勝神社（北海道清水町） 澀澤喜作邸跡（東京都港區）                                  | 11.9%  |
| 40                                                           | 2021年12月19日 | 榮一跨海 （栄一、海を越えて）            | 黑崎博   | 德川慶喜公屋敷跡（東京都文京區） 德川慶喜公墓所（東京都台東區）                                      | 12.1%  |
| 41                                                           | 2021年12月26日 | 韶華永續 （青春はつづく）            | 黑崎博   | 澀澤榮一之墓（東京都台東區）                                                         | 11.2%  |
| 平均收視率14.1% （收視率由Video Research於日本關東地區統計） |                |                          |          |                                                                                      |        |

## 總集篇
| 播放日期     | 時間           | 標題   |
| ------------ | -------------- | ------ |
| 2022年1月3日 | 08：15～09：10 | 第一部 |
| 2022年1月3日 | 09：10～10：00 | 第二部 |
| 2022年1月3日 | 10：05～10：59 | 第三部 |
| 2022年1月3日 | 10：59～11：49 | 第四部 |

## 獎項
| 年份   | 名稱                       | 類別                       | 得獎者           | 結果 |
| ------ | -------------------------- | -------------------------- | ---------------- | ---- |
| 2021年 | 第110回日劇學院賞          | 最佳男主角                 | 吉澤亮           | 獲獎 |
| 2021年 | 第110回日劇學院賞          | 最佳男配角                 | 草彅剛           | 獲獎 |
| 2022年 | 第30回橋田獎               | 新人獎                     | 吉澤亮           | 獲獎 |
| 2022年 | 第59回放送批評懇談會銀河賞 | 個人獎                     | 草彅剛           | 獲獎 |
| 2022年 | 第46回黃金飛翔獎           | 製作人獎（田中友幸基金賞） | 菓子浩、福岡利武 | 獲獎 |

## 備註
- 7月25日至9月5日適逢2020年東京與帕拉林匹克奧運，停播五週。[7]

## 外部連結
- （日語）官方網站 （页面存档备份，存于）
- 直衝青天的X（前Twitter）
- 直衝青天的Instagram帳戶

| NHK综合频道 週日20:00 - 20:45        | NHK综合频道 週日20:00 - 20:45            | NHK综合频道 週日20:00 - 20:45 |
| ------------------------------------ | ---------------------------------------- | ----------------------------- |
|                                      | 直衝青天 （2021.02.14 - 2021.12.26）     |                               |
| 麒麟來了 （2020.01.05 - 2021.02.07） | 鎌倉殿的13人 （2022.01.09 - 2022.12.18） |                               |